# فهرست جایزه‌ها و افتخارات دریافت شده توسط آدری هپبورن
آدری هپبورن در دوران فعالیت خود جوایز و افتخارات متعددی دریافت کرد. هپبورن برای کار خود در فیلم‌های سینمایی، سریال‌ها و فیلم‌های تلویزیونی، ضبط صدایش، حضور بر روی صحنه و فعالیت‌های بشردوستانه‌اش برنده یا نامزد دریافت جایزه‌های مختلف شد. وی پنج بار نامزد دریافت جایزه اسکار شد و به خاطر اجرایش در تعطیلات رمی اسکار بهترین بازیگر نقش اول زن را در ۱۹۵۴ از آن خود کرد. هپبورن پس از مرگش در ۱۹۹۳ جایزه بشردوستانه ژان هرشولت را به خاطر فعالیت‌های بشردوستانه‌اش دریافت کرد. وی پنج بار نامزد دریافت جایزه بفتا برای بهترین بازیگر نقش اول زن شد و سه بار این جایزه را برد. هپبورن ۱۰ بار نامزد دریافت جایزه گلدن گلوب شد و دو بار این جایزه را دریافت کرد و در ۱۹۹۰ دریافت کننده جایزه گلدن گلوب سیسیل بی دیمیل شد. او برنده جایزه تونی برای بهترین بازیگر نقش اول زن در یک نمایشنامه در ۱۹۵۴ برای اجرایش در نمایشنامه اوندین شد و در ۱۹۶۸ نیز جایزه ویژه تونی را دریافت کرد.
هپبورن پس از مرگش نیز جایزه‌ها و افتخاراتی همچون جایزه امی ساعات پربیننده را برای مجموعه تلویزیونی‌اش، باغ‌های جهان با آدری هپبورن و جایزه گرمی برای صدای ضبط شده‌اش در افسانه‌های مسحورکننده آدری هپبورن به دست آورد. هپبورن یکی از پانزده نفری است که هر چهار جایزه اسکار، امی، گرمی و تونی را برده‌است.
هپبورن یکی از معدود غیر آمریکایی‌هایی هست که تمبرش توسط شرکت پست ایالات متحده آمریکا جاپ شده. وی یک ستاره در شهرت مشاهیر هالیوود دارد. بنیاد فیلم آمریکا بارها و بارها استعداد و توانایی او را به رسمیت شناخته‌است و هپبورن را در رده سوم فهرست ۱۰۰ ستاره زن برتر تمام دوران و چندین فیلم‌اش را نیز در فهرست ۱۰۰ بهترین… خود قرار داده‌است.

## جایزه‌ها و نامزدی‌ها

### جایزه اسکار
جایزه اسکار، سالانه توسط آکادمی علوم و هنرهای سینما (AMPAS) برای شناخت برترین حرفه‌ای‌ها در صنعت فیلم ارائه می‌شود. هپبورن پنج مرتبه برای جایزه‌های رقابتی نامزد شد و یک بار این جایزه را برد. علاوه بر این پس از مرگش وی دریافت کننده جایزه بشردوستانه ژان هرشولت بود که‌شان اچ. فرر، پسر آدری هپبورن، این جایزه را از طرف وی پذیرفت.

### جایزه بفتا
جایزه فیلم بفتا که توسط آکادمی فیلم و هنرهای تلویزیونی انگلیس (BAFTA) ارائه می‌شود، جایزه سالیانه‌ای است برای تجلیل از برترین‌ها در فیلم، تلویزیون، حرفه‌های تلویزیونی، بازی‌های ویدئویی و شکل‌های مختلف انیمیشن است. هپبورن پنج بار برای یک جایزه رقابتی نامزد و سه بار برنده شد.

### جایزه امی (ساعت‌های پربیننده)
جایزه امی ساعت‌های پربیننده، که توسط آکادمی علوم و هنرهای تلویزیون (ATAS) ارائه می‌شود سرگرمی‌های تلویزیونی در ساعت‌های پربیننده را گرامی می‌دارد. هپبورن دریافت کننده یک جایزه امی پس از مرگش بود.

### جایزه گلدن گلوب
جایزه گلدن گلوب هر ساله توسط انجمن مطبوعات خارجی هالیوود (HFPA) برگزار می‌شود تا دستاوردهای برجسته در صنعت سرگرمی داخلی و خارجی را گرامی بدارد و توجه عموم را به بهترین موارد در فیلم‌های سینمایی و تلویزیونی جلب کند. هپبورن ده نامزد این جایزه شد و دو بار برنده‌اش شد. علاوه بر این، وی در ۱۹۹۰ جایزه سیسیل بی دیمیل را دریافت کرد.

### جایزه گرمی
جایزه گرمی هر سال توسط آکادمی ملی علوم و هنرهای ضبط ایالات متحده برای دستاوردهای برجسته در صنعت موسیقی ارائه می‌شود. هپبورن پس از مرگش یک بار برنده جایزه گرمی شد.

### جایزه حلقه فیلم منتقدان فیلم نیویورک
جایزه حلقه منتقدان فیلم نیویورک سالانه به افتخار تعالی در سینما در سراسر جهان توسط گروهی از منتقدان سینمایی نشریات شهر نیویورک اهدا می‌شود. هپبورن از شش نامزدی‌اش در بخش‌های رقابتی دو بار برنده شد.

### جایزه انجمن بازیگران فیلم
جایزه انجمن بازیگران فیلم که توسط انجمن بازیگران فیلم (SAG) ارائه می‌شود، عملکرد برجسته اعضایش را به رسمیت می‌شناسد. هپبورن دریافت کننده جایزه یک عمر فعالیت هنری پس از مرگش بود.

### جایزه تونی
جایزه آنتوانت پری برای تعالی در تئاتر که بیشتر به نام جایزه تونی شناخته می‌شود، موفقیت در اجرای زنده تئاتر در آمریکا را به رسمیت می‌شناسد. این جایزه توسط آمریکن تئاتر وینگ و لیگ برادوی ارائه می‌شود. هپبورن یک بار جایزه رقابتی تونی را برد و در ۱۹۶۸ دریافت کننده جایزه ویژه تونی بود.

### جایزه‌های دیگر
به غیر از جایزه‌های پیش‌تر ذکر شده هپبورن جایزه‌های دیگری نیز کسب کرده‌است. در ۱۹۵۹، وی برای بازی‌اش در فیلم داستان راهبه در جشنواره بین‌المللی فیلم سن سباستین، برنده صدف نقره‌ای بهترین بازیگر نقش اول زن شد.
در ۱۹۸۷ او نشان افتخار ملی فرمانده هنر و ادبیات فرانسه (فرانسه: Commandeur de L'Ordre des Arts et des Lettres) را دریافت کرد. وی مدال ریاست جمهوری را در ۱۹۹۲ دریافت کرد.
در۱۹۹۱ او جایزه بشقاب طلایی آکادمی دستاوردهای آمریکایی و یک جایزه افتخاری بامی را دریافت کرد. سپس در ۱۹۹۲ هپبورن به دلیل فعالیت‌های قابل توجه‌اش در هنر و سینما از موزه جرج ایستمن جایزه جورج ایستمن را دریافت کرد. وی به دلیل تلاش‌هایش در زمینه گسترش نقش زنان در صنعت سرگرمی، جایزه کریستالی زنان در ۱۹۹۶ را دریافت کرد.

## افتخارات فعالیت‌های بشر دوستانه
در به رسمیت شناختن فعالیت‌های بشر دوستانه‌اش آدری هپبورن افتخارهای زیر را از آن خود کرد:

### ۱۹۷۶
- جایزه بشردوستانه ورایتی کلاب نیویورک

### ۱۹۸۸
- جایزه بین‌المللی دنی کی یونیسف برای کودکان

### ۱۹۸۹
- جایزه بین‌المللی بشردوستانه مؤسسه تفاهم انسانی

### ۱۹۹۰
- هفتمین توپ سالانه یونیسف از هپبورن تجلیل کرد

### ۱۹۹۱
- جایزه قهرمان کودکان شورای واشینگتن یونیسف
- گواهی شایستگی سفیر یونیسف
- جایزه بشردوستانه بین‌المللی باشگاه‌های مختلف
- جایزه یونیسف برای Sidaci per L'infanzia "(شهرداران برای کودکان)
- جایزه قهرمان بین‌المللی کودکان انستیتوی کودکان
- جایزه بین‌المللی سیگما تتا تاو (Audrey Hepburn International Audrey Hepburn) به نام هپبورن، به افراد شناخته شد که بخاطر کارهای بین‌المللی خود از طرف کودکان به رسمیت شناخته شده‌اند

### ۱۹۹۲
- جایگاه و سخنران افتخاری در جوایز جهانی گرسنگی آلن شاون فاینشتاین که در دانشگاه براون برگزار شد

### ۱۹۹۳
- جایزه زنان بنیاد پرل اس. باک

### ۲۰۰۰
- جایزه میراث زنده مرکز بین‌المللی زنان به دلیل «کمک‌های چشم‌گیر به بشریت و میراث ماندگار به نسل بشر».

### ۲۰۰۲
- مجسمه برنز با عنوان «روح آدری» توسط مجسمه‌ساز جان کندی، در میدان عمومی در مقر یونیسف در نیویورک نصب شد.

### ۲۰۰۶
- بنیاد سبک پایدار به افتخار آدری هپبورن جایزه Style & Substance را افتتاح کرد تا از افراد مشهوری که در جهت بهبود کیفیت زندگی کودکان در سرتاسر جهان کار می‌کنند قدر دانی کند. این جایزه بعد از مرگ هپبورن به او تعلق گرفت و بنیاد کودکان آدری هپبورن آن را دریافت کرد.

## افتخارات مد
- هپبورن یکی از تنها سه نفری بود که الماس تیفانی را پوشید.[۷]

- هپبورن عضو فهرست بین‌المللی خوش‌لباس‌ترین‌ها بود و در ۱۹۶۱ به سالن مشاهیر ارتقا یافت.
- در ۱۹۹۰ در فهرست «۵۰ زیباترین فرد جهان» از مجله مردم جای گرفت.
- در ۱۹۹۲ جایزه یک عمر استیل شورای طراحان مد زندگی آمریکا را دریافت کرد.

## افتخارات دیگر

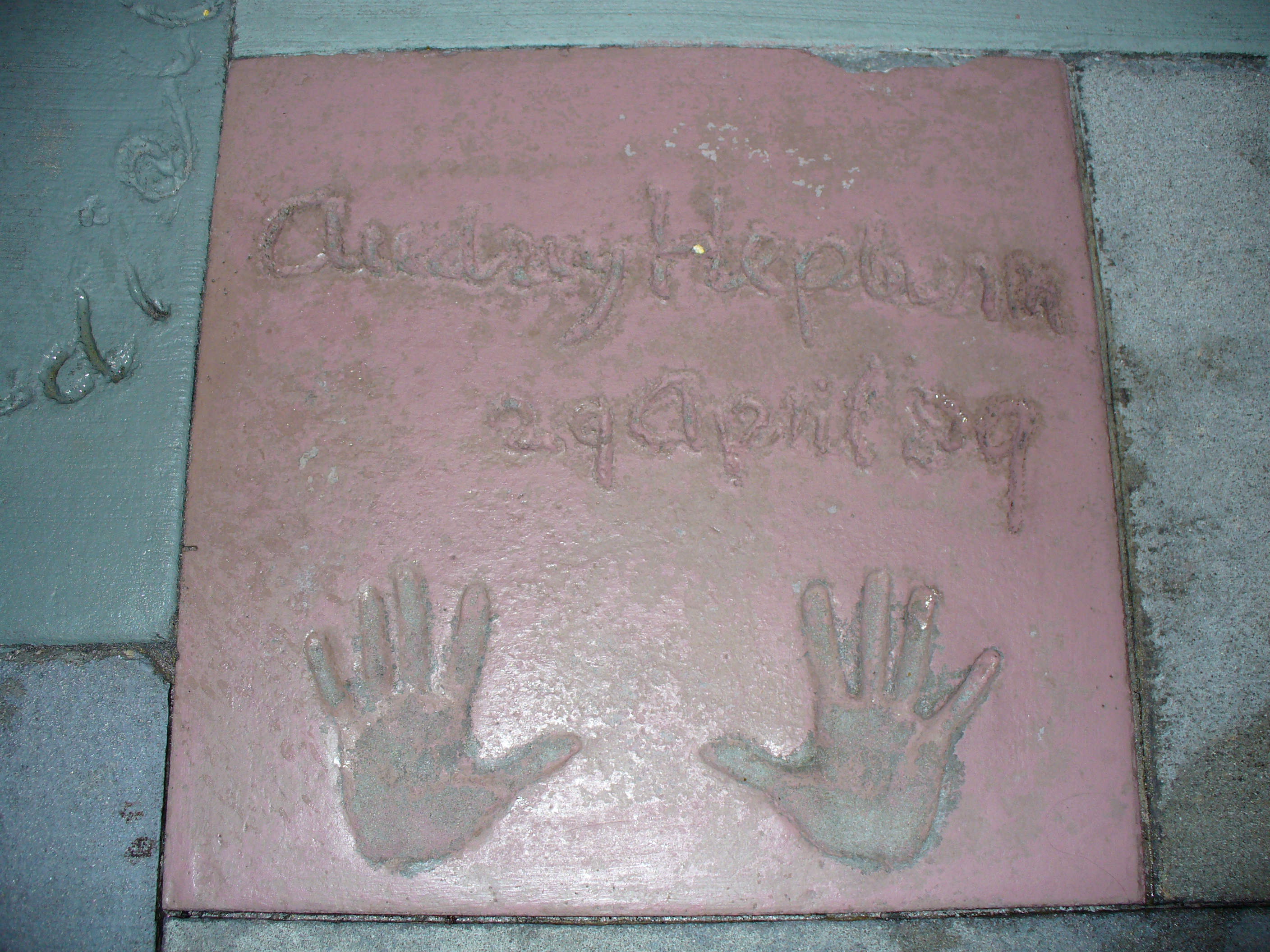
جای دست‌های هپبورن در مقابل سواری بزرگ فیلم در پارک موضوعی استودیویی هالیوود در والت دیزنی ورلد، دیزنی.

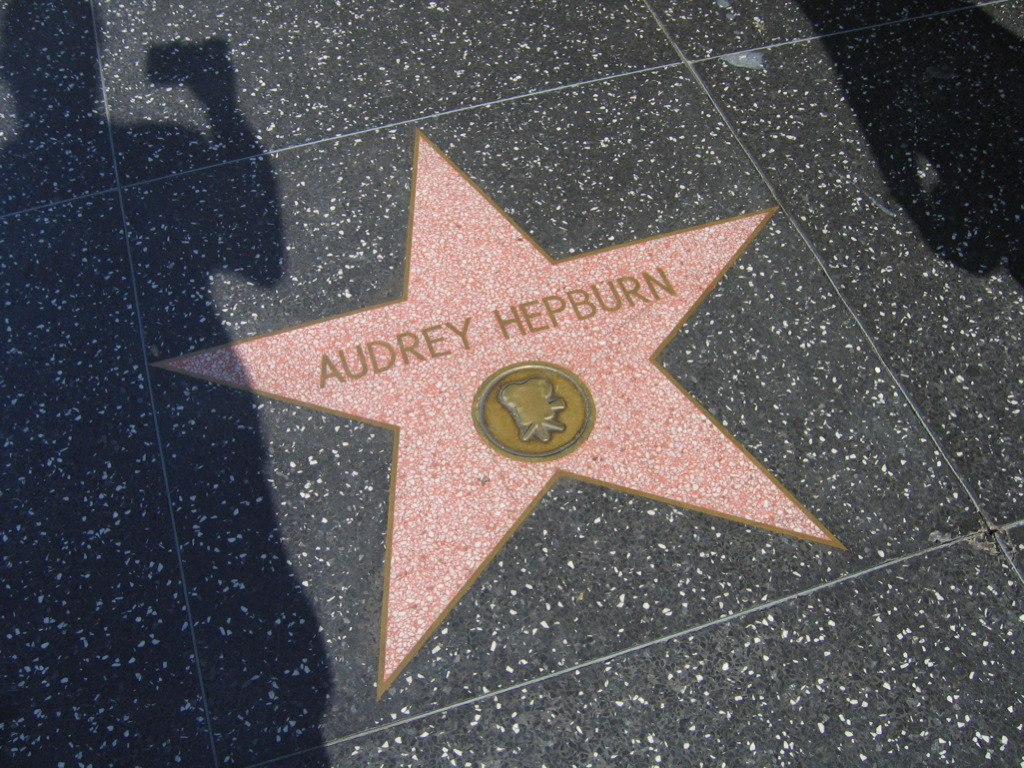
ستاره هپبورن در پیاده‌روی مشاهیر هالیوود

- او یک ستاره در پیاده‌روی مشاهیر هالیوود، در شماره ۱۶۵۲ خیابان واین دارد.
- وی کلید شهر را در پنج شهر آمریکا، دریافت کرد: شیکاگو و ایندیاناپولیس در ۱۹۹۰، فورت ورث، تگزاس در۱۹۹۱، سان فرانسیسکو و پراویدنس در ۱۹۹۲.
- در هلند، در ۱۹۹۰ برای تقدیر از یک عمر فعالیت هنری و کارهای بشردوستانه طولانی مدت وی، به نمایندگی از یونیسف یک نژاد از گل لاله به نام او نام‌گذاری شد.[۱۰] مراسم رسمی نام‌گذاری در عمارت سابق خانوادگی‌اش در هلند برگزار شد.[۱۱]
- در ۱۹۹۱ یک گل سرخ توسط جری اف، پرورش داده شد. توومی در لوکادیا، کالیفرنیا با نام آدری هپبورن نام‌گذاری شد.[۱۲]
- در ۱۹۹۱ شهردار فورت ورث روز ۲۸ فوریه و شهردار پراویدنس روز ۱۰ آوریل را روز «آدری هپبورن» نام‌گذاری کردند.
- در ۲۰۰۳ خدمات پستی ایالات متحده به مناسبت دستاوردهای هنری و خدمات بشر دوستانه آدری هپبورن یک تمبر با تصویر او را چاپ کرد. این تمبر توسط مایکل جی دیز و بر اساس یکی از عکس‌های تبلیغاتی فیلم سابرینا طراحی شد.[۱۳] به احترام او به عنوان یک افسانه و انسان دوستانه هالیوود افتخار می‌کرد. هپبورن یکی از معدود افراد غیر آمریکایی است که تصویرش بر روی یک تمبر آمریکایی منتشر شده.
- در ۲۰۰۸ پست کانادا مجموعه‌ای کارت پستال بر اساس کار یوسف کارش منتشر کرد که یکی از آنها پرتره هپبورن بود.[۱۴]
- در آرنم میدانی به نام آدری هپبورن وجود دارد.
- کاال‌ام به افتخار وی یک هواپیمای مک دونل داگلاس MD-11 PH-KCE را آدری هپبورن نام‌گذاری کرد.